# Чифлик (община Сопище)
Вижте пояснителната страница за други значения на Чифлик.
Чифлик (на македонска литературна норма: Чифлик) е село в община Сопище, Северна Македония. Разположено е в областта Кършияка в южното подножие на планината Водно.
Според преброяването от 2002 година селото има 636 жители.
| Националност     | Всичко |
| северномакедонци | 2      |
| албанци          | 634    |
| турци            | 0      |
| роми             | 0      |
| власи            | 0      |
| сърби            | 0      |
| бошняци          | 0      |
| други            | 0      |